# Ернст Фукс

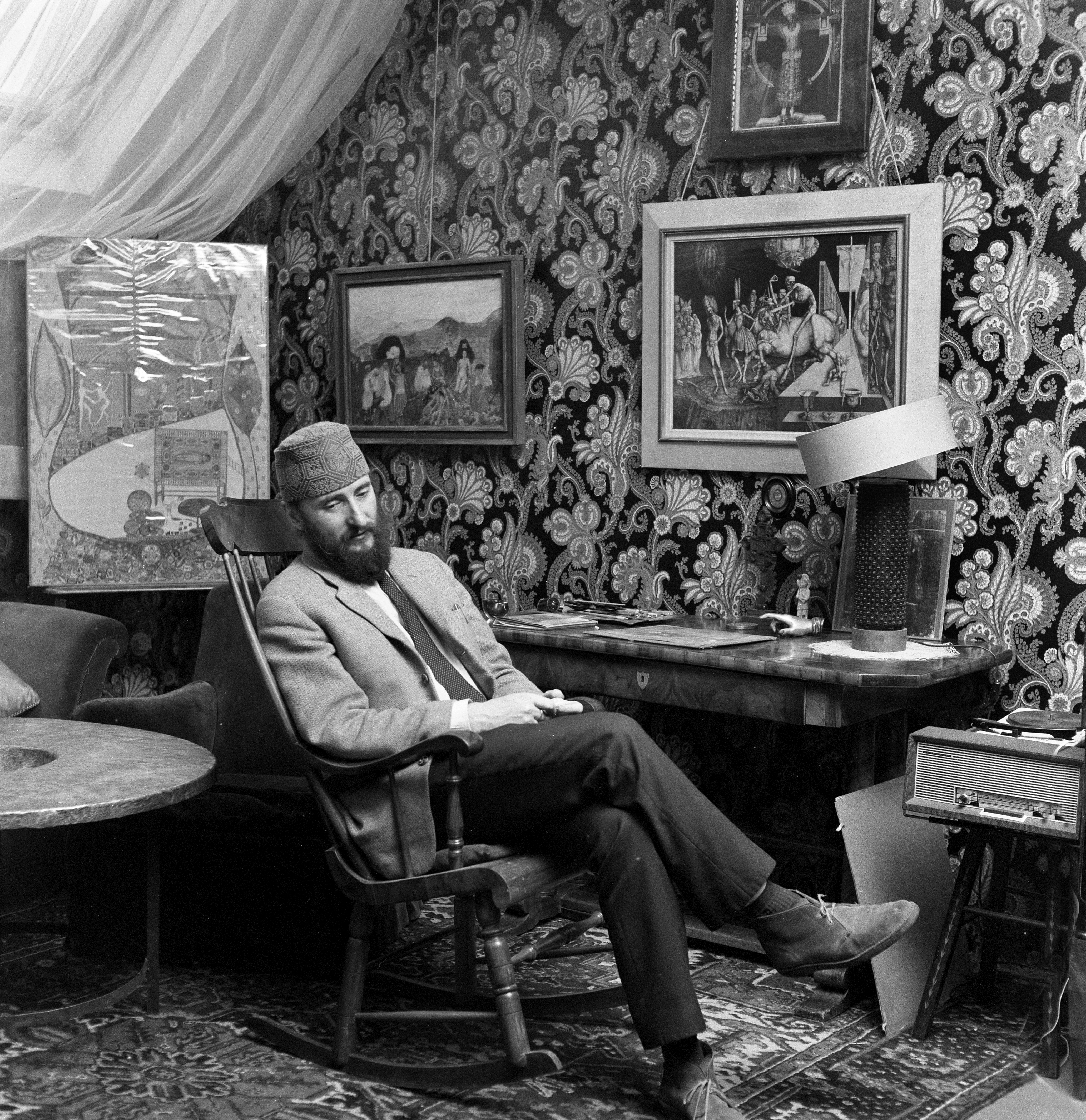
Ернст Фукс 1973.

Ернст Фукс (нім. Ernst Fuchs; 13 лютого 1930, Відень, Австрія — 9 листопада 2015) — австрійський художник, представник Віденської школи фантастичного реалізму. В творчому доробку митця — олійний живопис, скульптура, дизайн інтер'єрів. Іноді працював архітектором чи художником кіно.

## Життєпис
Походить з ортодоксальної єврейської родини. Але вже батько Ернста, Максиміліан Фукс, не побажав бути раввіном, покинув навчання і узяв шлюб не з єврейкою, а з німкенею-християнкою з Штирії.
Фашистська Німеччина 1938 року на чолі з Гітлером (австрійцем за походженням) силомиць позбавила Австрію державності і приєднала до Німеччини. В Відні почалися арешти єврейських мешканців і еміграція з країни. Серед емігрантів був і батько Ернста — Максиміліан Фукс, що втік в Шанхай, рятуючи власне життя. Мати Ернста з сином залишилась в Відні. Восьмирічний Ернст, як наполовину єврей, за законами фашистів, був вилучений з родини і доправлений в концентраційний табір. Мати Ернста була позбавлена опіки над сином і, аби врятувати сина, офіційно пішла на розлучення з чоловіком-євреєм. 1942 року Ернста хрестили в римо-католицькій церкві. Так було врятоване його життя.

## Художнє навчання
Перші художні навички прищепив підлітку Алоіс Шиман, брат його хрещеної матері і художник-реставратор за фахом. В 1945 році Ернст почав навчатися в художній школі Св. Анни в Відні. В період 1946–1950 років Ернст навчався в Академії образотворчих мистецтв Відня. Художні навички в Академії опановував під керівництвом Робіна Андерсена, другий його вчитель — Альберт Гютерсло. Твори молодого художника відіслали на першу персональну виставку в Париж 1949 року. В 1950 році він і сам перебрався в повоєнний Париж. В цей період на творчу свідомість молодого художника мали впливи твори старих і модерних майстрів, серед яких —
- Альбрехт Альтдорфер
- Матіас Грюневальд
- Альбрехт Дюрер
- Мартин Шонгауер
- Еґон Шіле
- Густав Клімт
- Пабло Пікассо.

## Художня манера Ернста Фукса
Вже в роки навчання в Академії почали вироблятися головні риси художньої манери митця: увага до деталей, дивна суміш реальних дрібниць, деформацій, посилань на картини німецьких майстрів зламу 15-16 століть, ретельне опанування ювелірної техніки. У Відні зберігались потужні художні традиції, далекі від французького імпресіонізму і радикальних напрямків початку 20 століття. У творчому доробку майстра важко зустріти життєрадісні твори, за настроєм вони надзвичайно філософічні, багатовимірні, переускладнені, наближені до мізерабілізму.

## Виникнення нового художнього товариства
Роки навчання в Віденській Академії обумовили знайомство з низкою творчих особистостей. Так він зустрівся з молодими художниками, які заснували Віденську школу фантастичного реалізму, серед яких були — * Рудольф Хауснер (1914–1994)
- Антон Лемден (1929 р. н.)
- Арік Бауер (1929 р. н.)
- Вольфганг Хуттер (1928 р. н.)

## Паризький період Ернста Фукса і подорожі
В період 1950–1961 років він мешкав в Парижі, де важко пробивався до популярності, знав поневіряння і злидні. Але значну художню індивідуальність, не схожу на представників паризької школи, помітили. Париж в повоєнний період потроху повертав собі значення мистецького центру Європи, що мимоволі перемістився в роки війни в Лондон і в Нью-Йорк. В Парижі Ернст Фукс вивчає твори найбільш близьких собі художників минулого, серед них — Жан Фуке, Ян ван Ейк, представники французького маньєризму та французький графік Жак Калло (бл. 1592–1635). В столиці Франції Фукс зав'язав знайомства і спілкувався з Андре Бретоном, Жаном Кокто, Пікассо, Сальвадором Далі, але стосунки з більшістю з них важко називати дружніми.
Серед подорожей цього періоду — перебування в Сполучених Штатах і в новоствореній державі — Ізраїль.

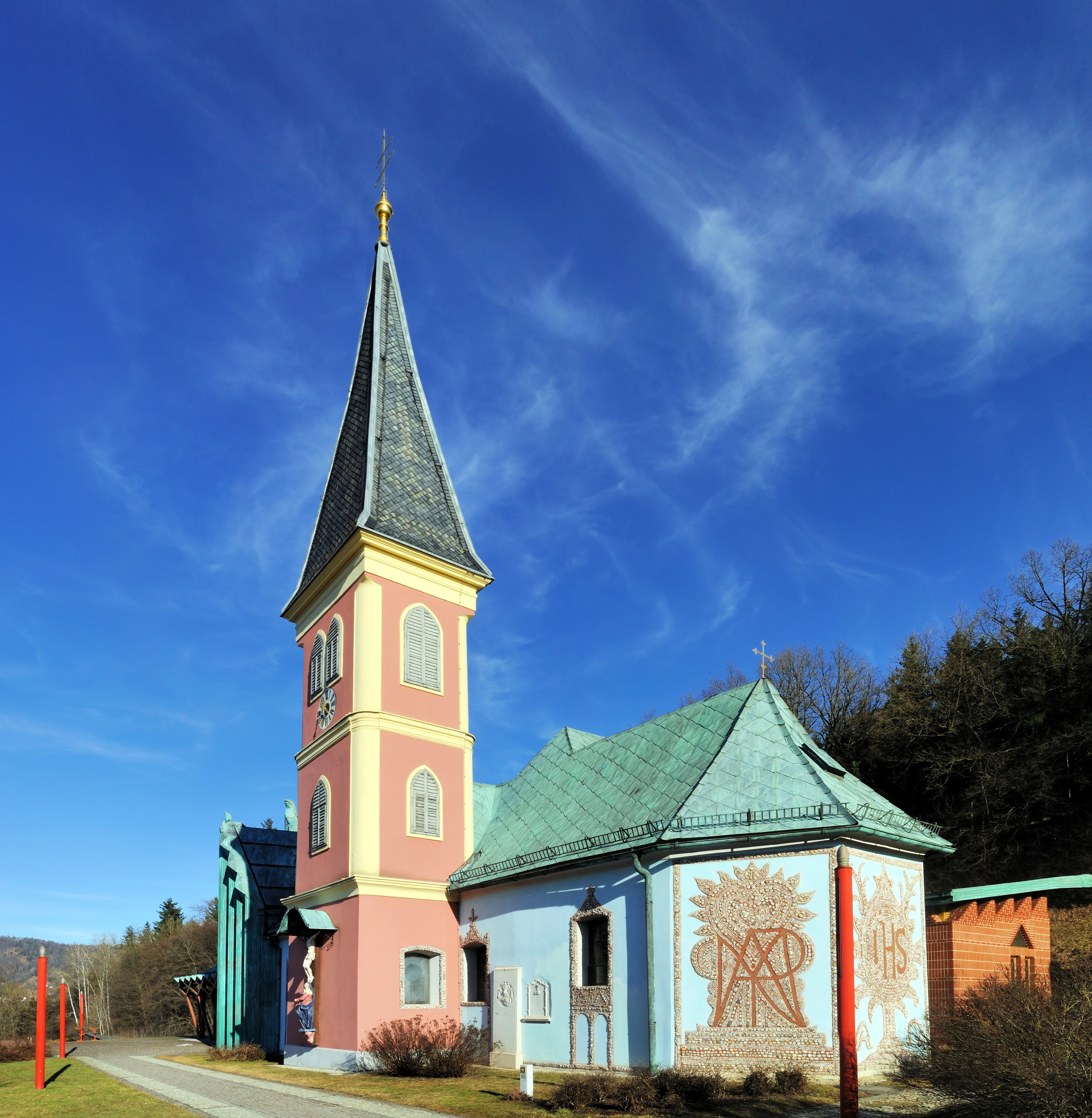
Зовнішні мозаїки Ернста Фукса, церква Св. Якова, неподалік міста Грац.

В Ізраїлі деякий час перебував в Успенському бенедиктинському монастирі, де навернувся до створення релігійних картин, серед яких монументальна «Таємна вчеря», 1957 і станкові твори біблійної тематики. На розбурхану свідомість і художню манеру митця мали потужні вплив — перебування в фашистському концентраційному таборі, віденське бароко і маньєризм, перехід в католицтво, перебування і праця в Парижі чи в бенедиктинському монастирі на горі Сіон. Звернення митця до сценографії, ювелірства, дизайну інтер'єрів і архітектури надзвичайно розширило репертуар мистецького напрямку «Фантастичний реалізм».
По поверненню в Австрію Ернст Фукс деякий час працював викладачем в замку Райхенау, де діяльно підтримував нову генерацію художників — прихильників фантастичного реалізму. На початку 1960-х років течія отримала інтернаціональний характер, незважаючи на відтік деяких майстрів чи прихід нових з інших мистецьких товариств чи напрямків.

## Приватний музей Ернста Фукса і архітектурні твори

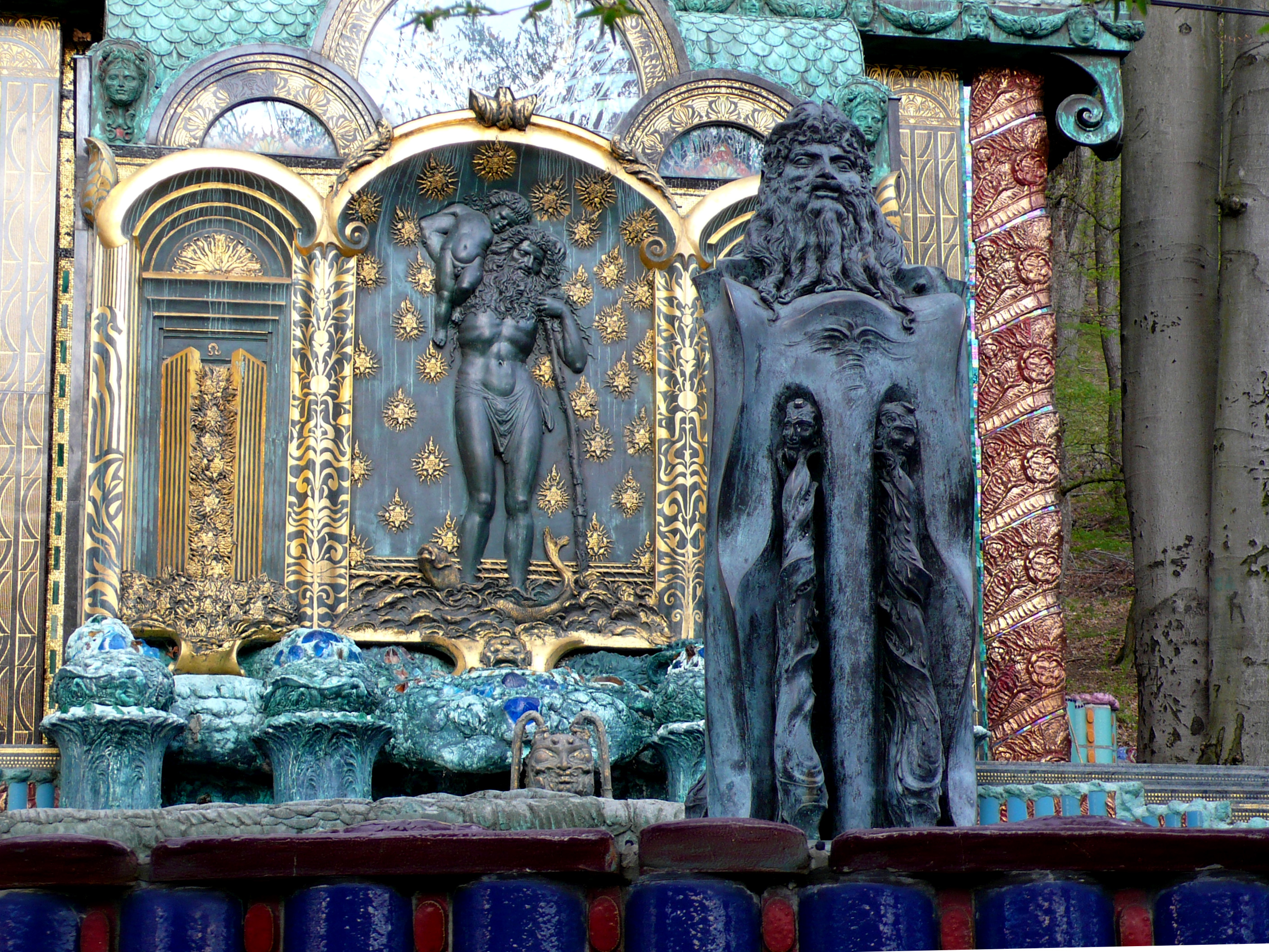
Художник і скульптор Ернст Фукс. Декор «Німфеума» колишньої вілли Отто Вагнера, Відень.

До художника прийшла світова слава і матеріальні статки. Так, він 1972 року придбав колишню віллу Отто Вагнера в Хюттельдорф (покинуту на той час), побудовану 1888 року в стилі еклектика з домішками класицизму. До сторіччя створення вілли в 1988 році художник встиг відремонтувати споруду і переробити її декор і сад в стилі фантастичного реалізму, додавши рельєфи, бронзові скульптури, яскраві мозаїки. Серед нових об'єктів вілли — фонтан і павільйон Німфеум. В приміщенні вілли створено приватний музей Ернста Фукса, відкритий для відвідин з 1988 року.

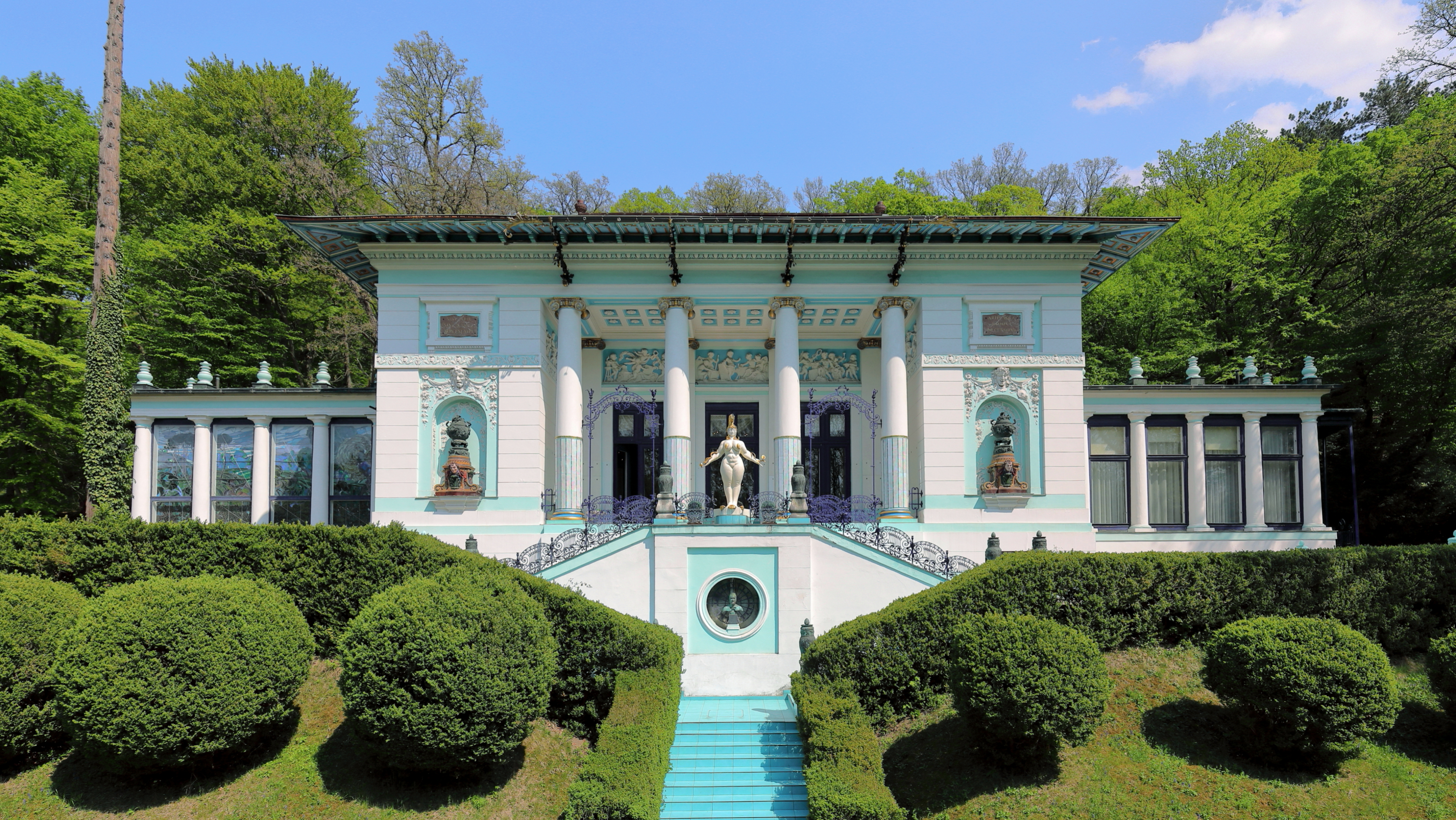
Колишня вілла Отто Вагнера (приватний музей Ернста Фукса), в Хюттельдорфі
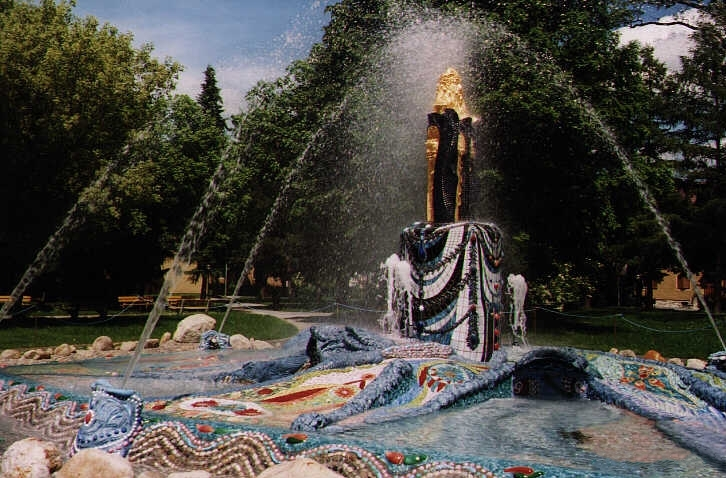
Місто Бернбах, Австрія. Фонтан «Мойсей»
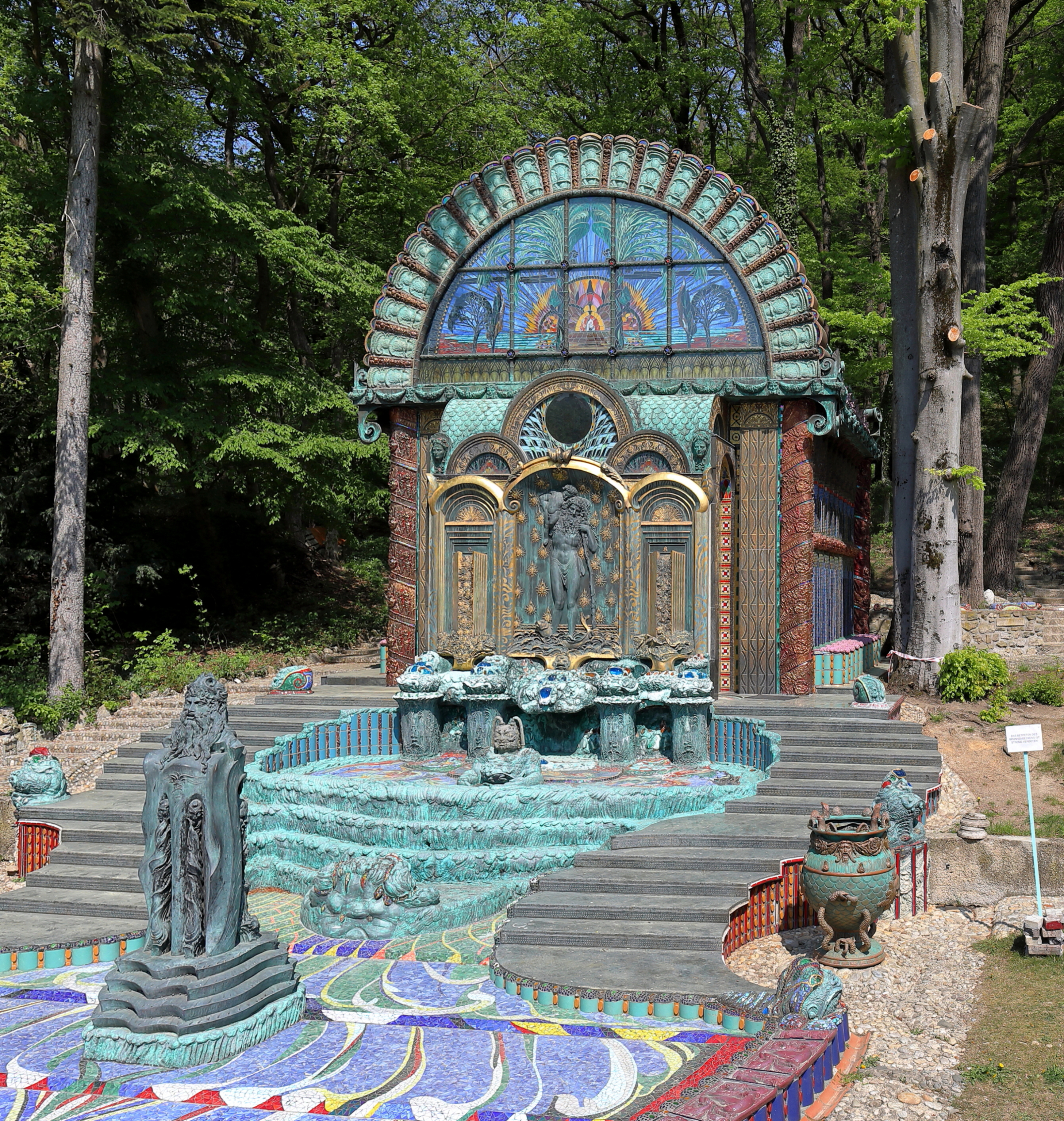
Павільйон Німфеум
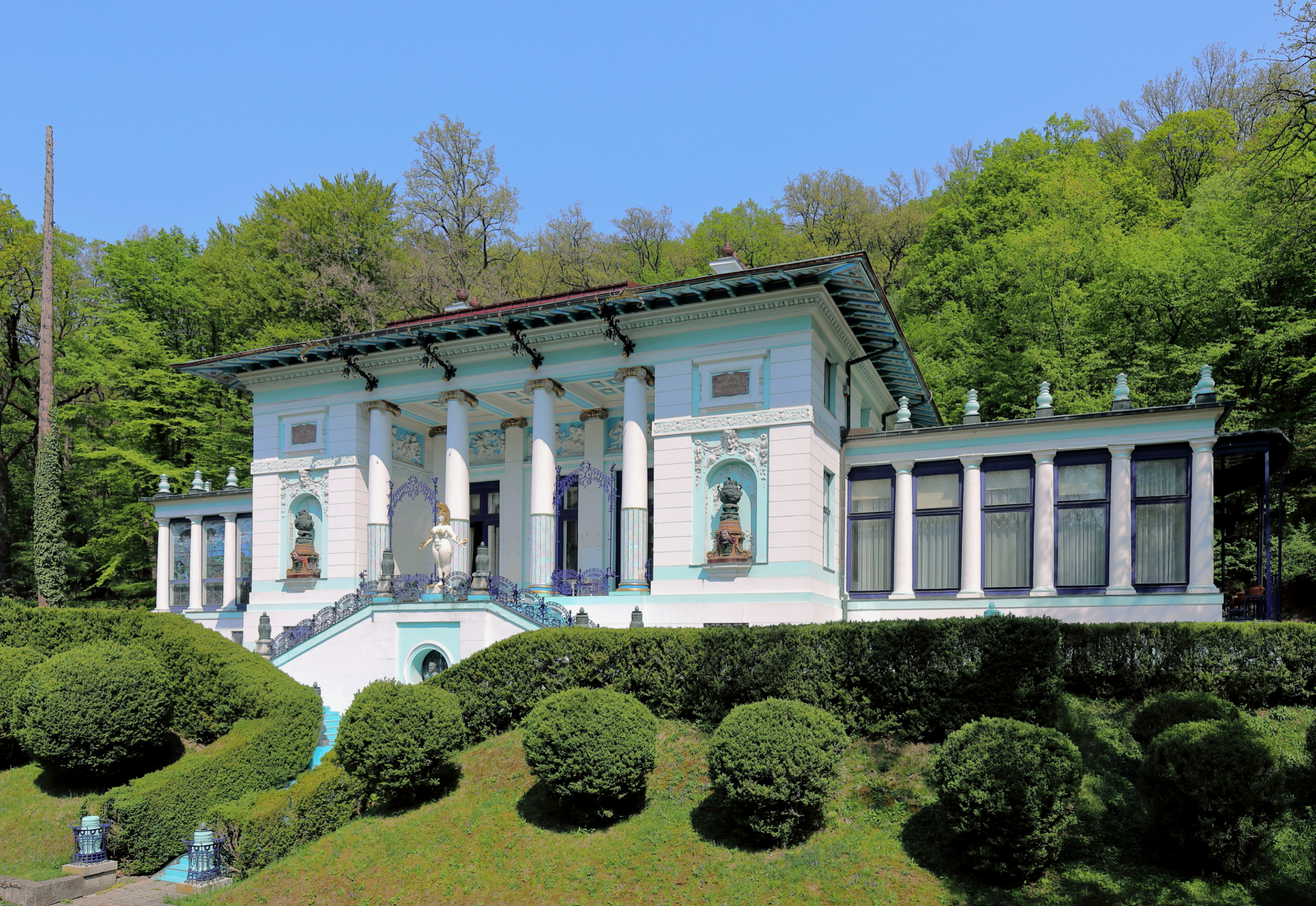
Сад вілли Отто Вагнера

Це не перший архітектурний об'єкт, до створення якого доклав зусиль митець. Він створив інтер'єр церкви Св. Якова (неподалік міста Грац), готель «Ернст Фукс Паласт» тощо.

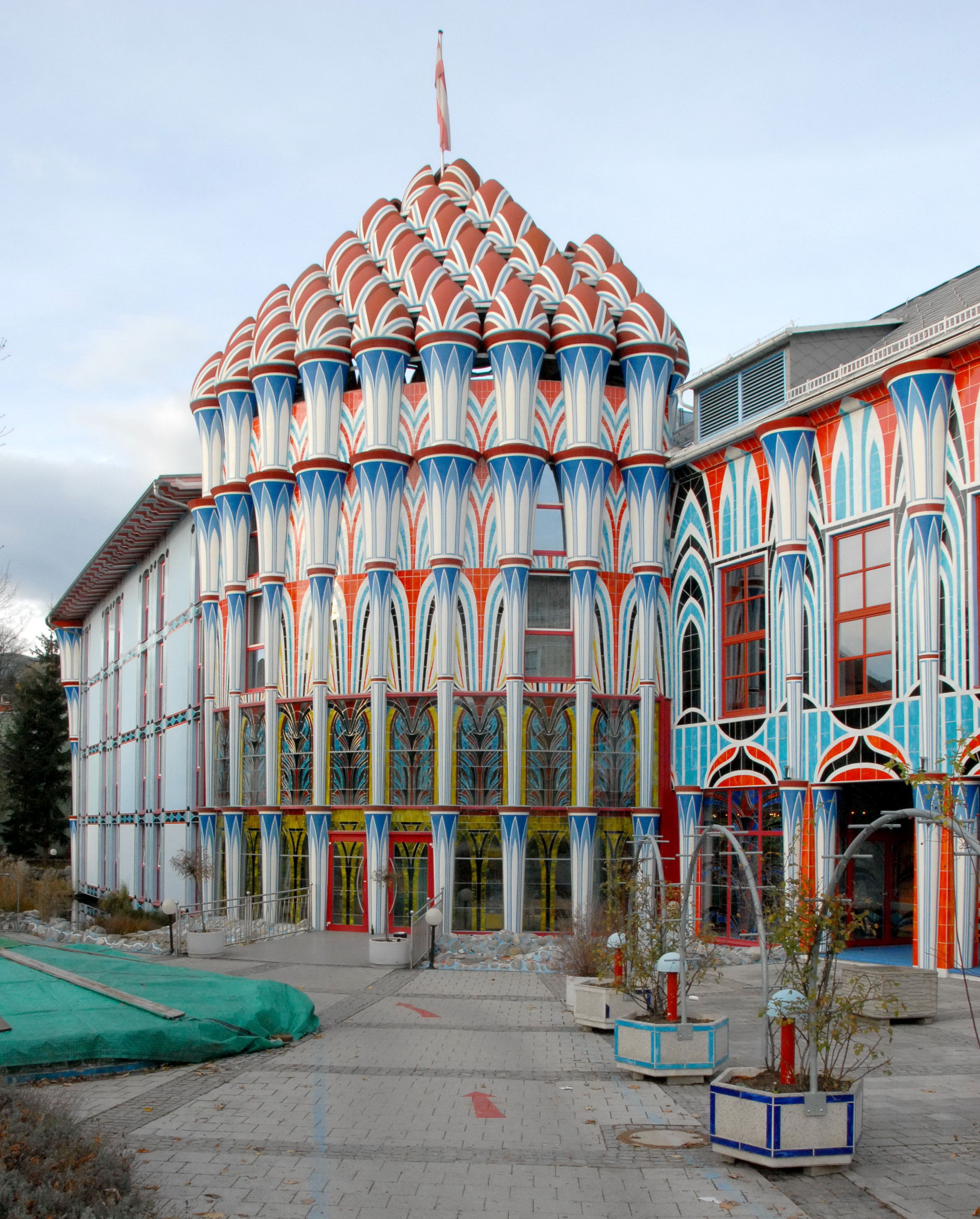
готель «Ернст Фукс Паласт».
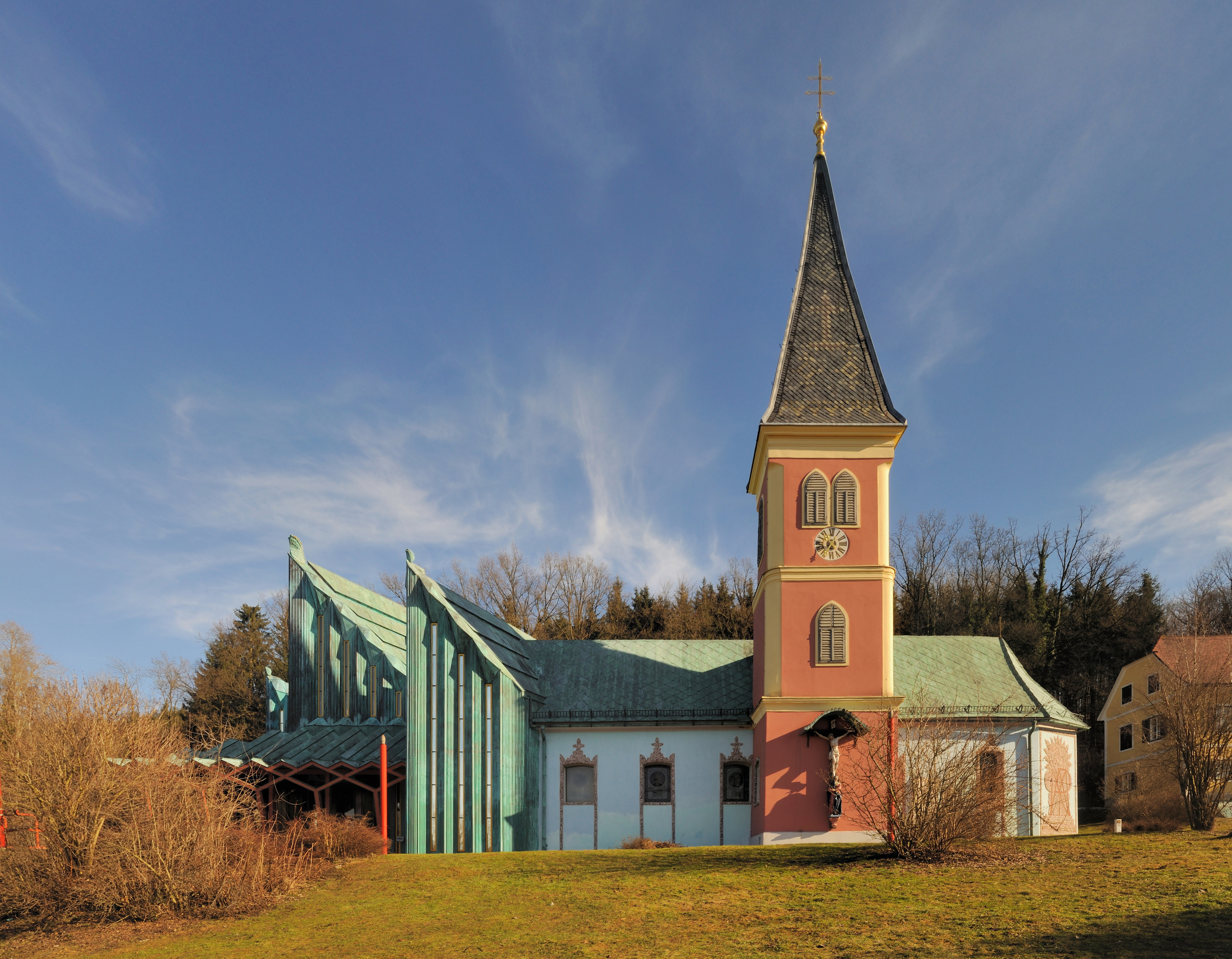
Сучасні добудови церкви Св. Якова ліворуч
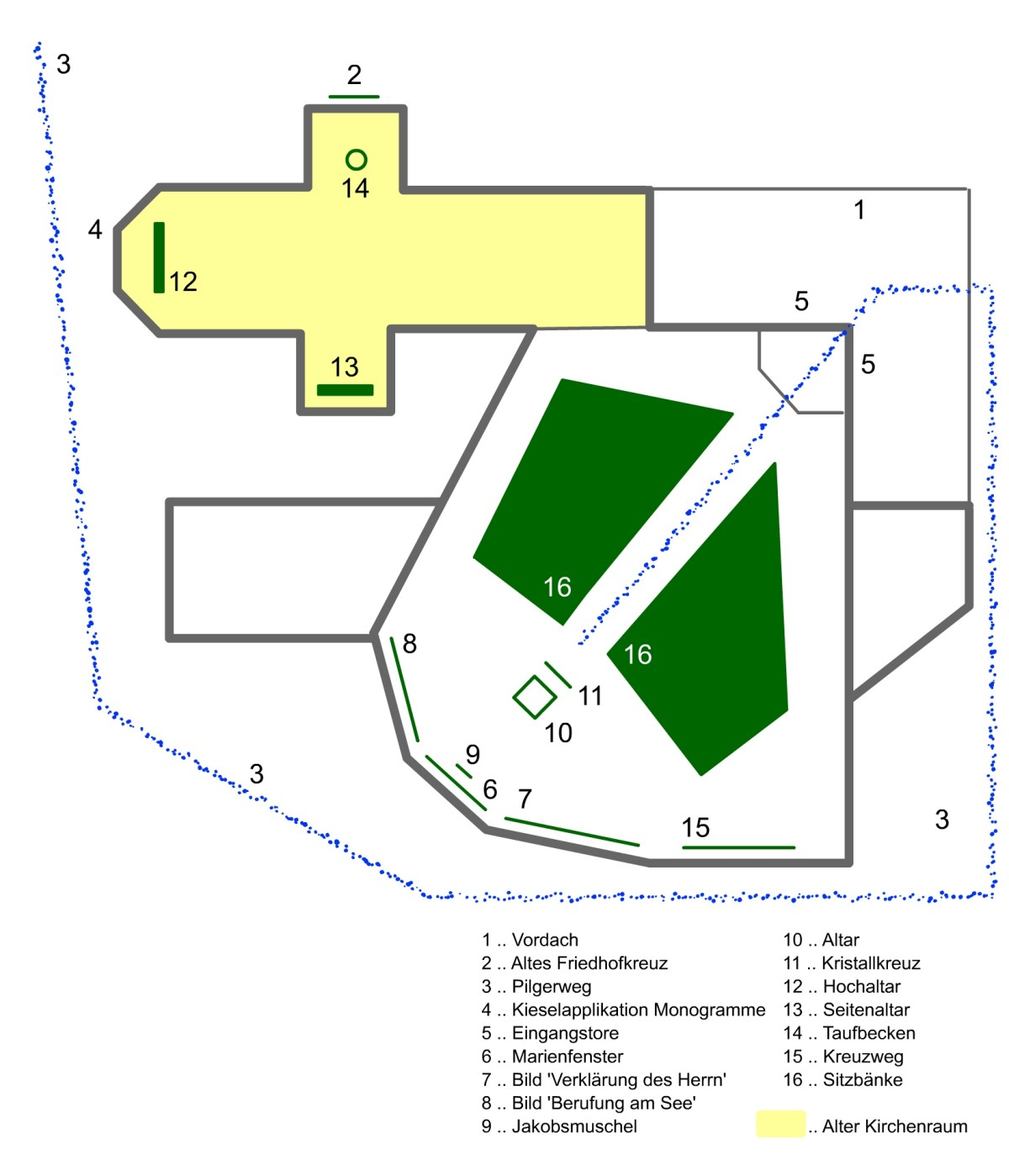
Поземний план церкви Св. Якова після збільшення і добудов

## Ернст Фукс в Києві
За часів СРСР про відвідини країни не могло бути і мови. Мистецтво Ернста Фукса, містичне, біблійне і буржуазне, ніяк не укладалось в ідеологічні схеми радянської цензури.
Зрушення пройшли в 1993 році, коли СРСР розпався і твори митця запросили на виставку в Державний Російський музей, в Санкт-Петербург.
В жовтні 2006 немолодий митець відвідав також і Київ разом зі своїм прихильником і колекціонером з Нідерландів Рарди ван Соестом. В Українському національному музеї була влаштована прес-конференція. Під час перебування в Києві Ернст Фукс відвідав Андріївський узвіз і київський музей письменника Михайла Булгакова.
Ернст Фукс завітав також до українського художника Костецького Олександра Володимировича, художня манера якого досить близька до мистецької течії «фантастичний реалізм».

## Вибрані твори
- «Танок зі Смертю»
- «Тілесні метаморфози», 1949
- «Розп'яття з передстоячими», 1950

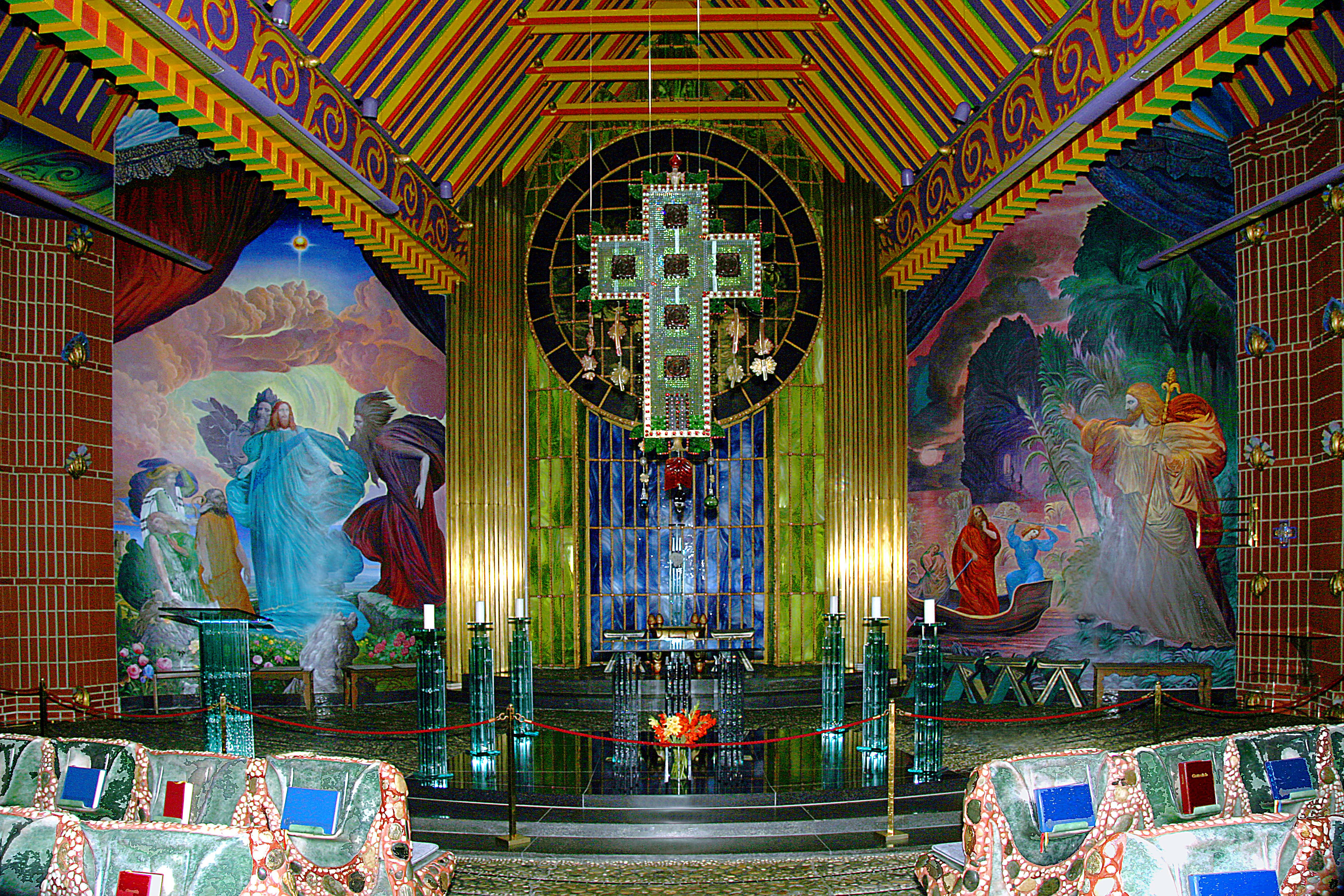
Інтер'єр церкви Св. Якова (неподалік міста Грац)

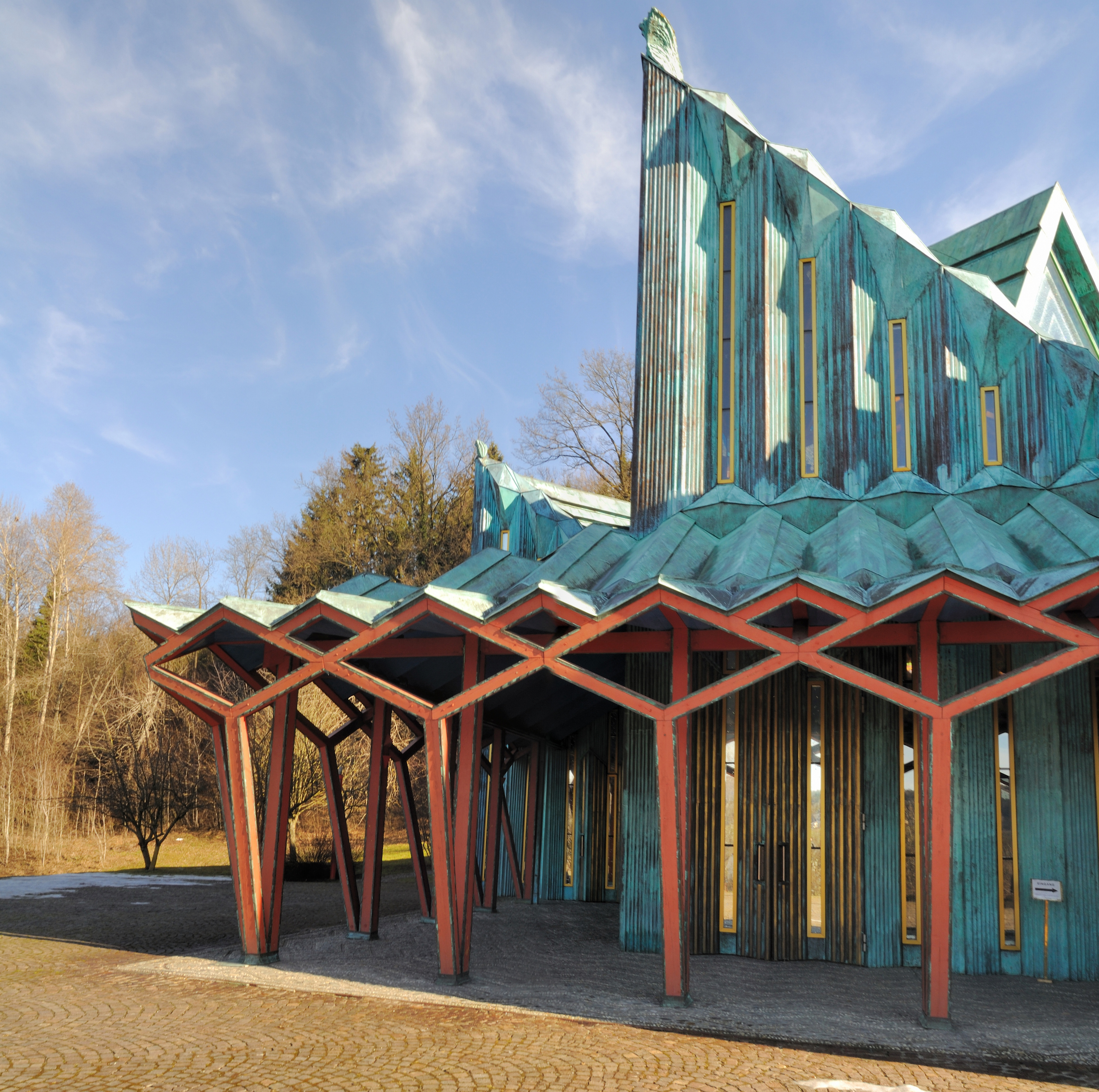
Декор відкритої галереї церкви Св. Якова

- «Янгол Смерти біля брами в чистилище», 1951
- «Одруження однорога», 1952
- «Плат Вероніки», 1953
- «Мойсей»
- «Таємна вчеря», 1957
- «Три містерії святого Хреста», 1957
- «Псалом 69», 1960
- «Дедал і німфа», 1975
- «Янгол історії», 1992
- стінопис «Людина і Машина», Монте-Карло
- дизайн інтер'єра церкви Св. Якова
- готель «Ернст Фукс Паласт»
- театральні декорації до опери «Чарівна флейта»
- декор вілли Отто Вагнера, павільйон «Німфеум»
- ілюстрації до Біблії

## Графічні цикли Ернста Фукса
- «Одноріг», (1950–1952)
- «Самсон» (1960–1964)
- «Есфір» (1964–1967)
- «Сфінкс» (1966–1967)

## Скульптури

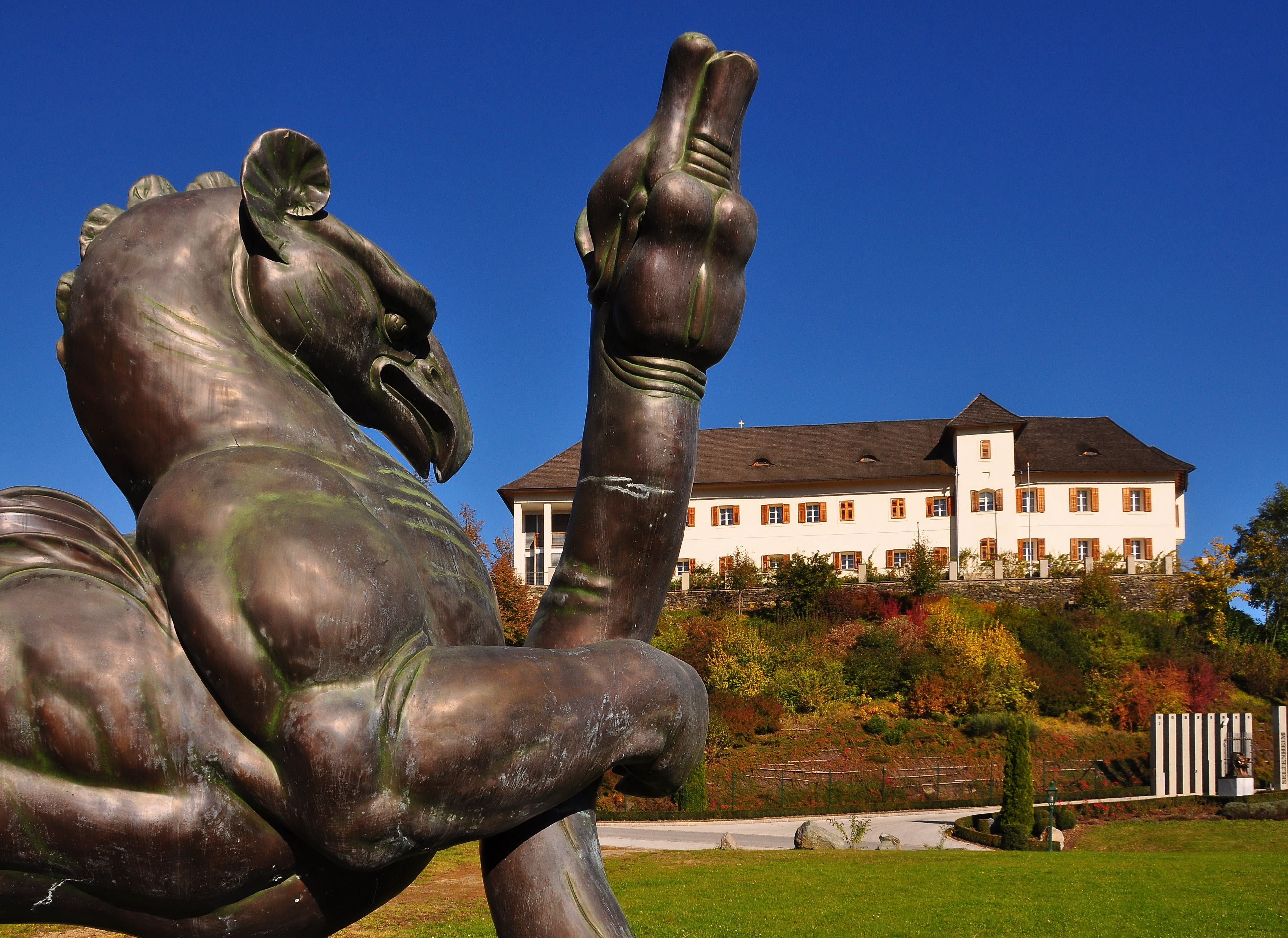
Грифон в саду замку Зелтенхейм, Каринтія, Австрія.
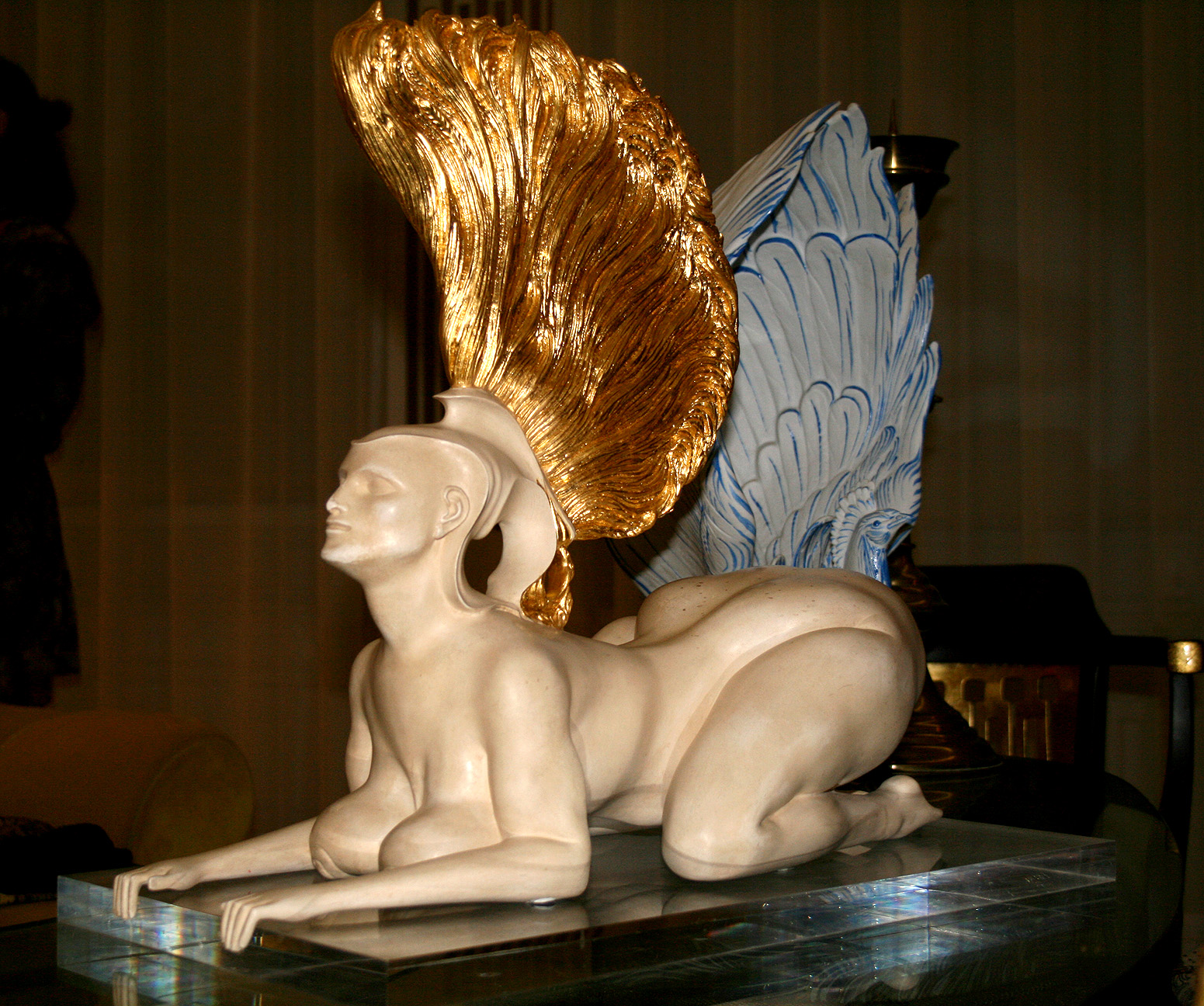
Сфінкс, акріл, вага 15,5 кг, 1978,  Музей Ернста Фукса
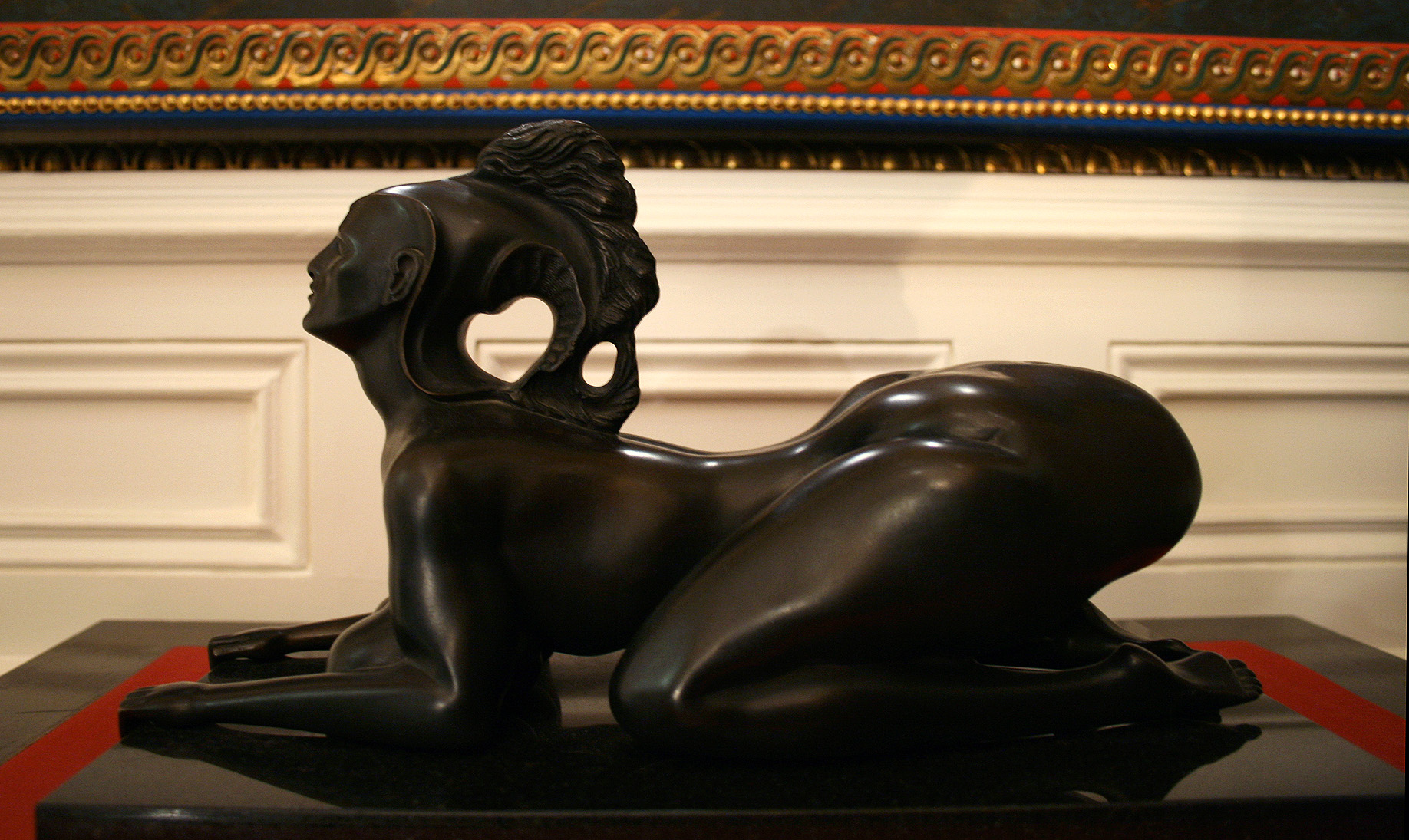
Чорний сфінкс, 1977, Музей Ернста Фукса
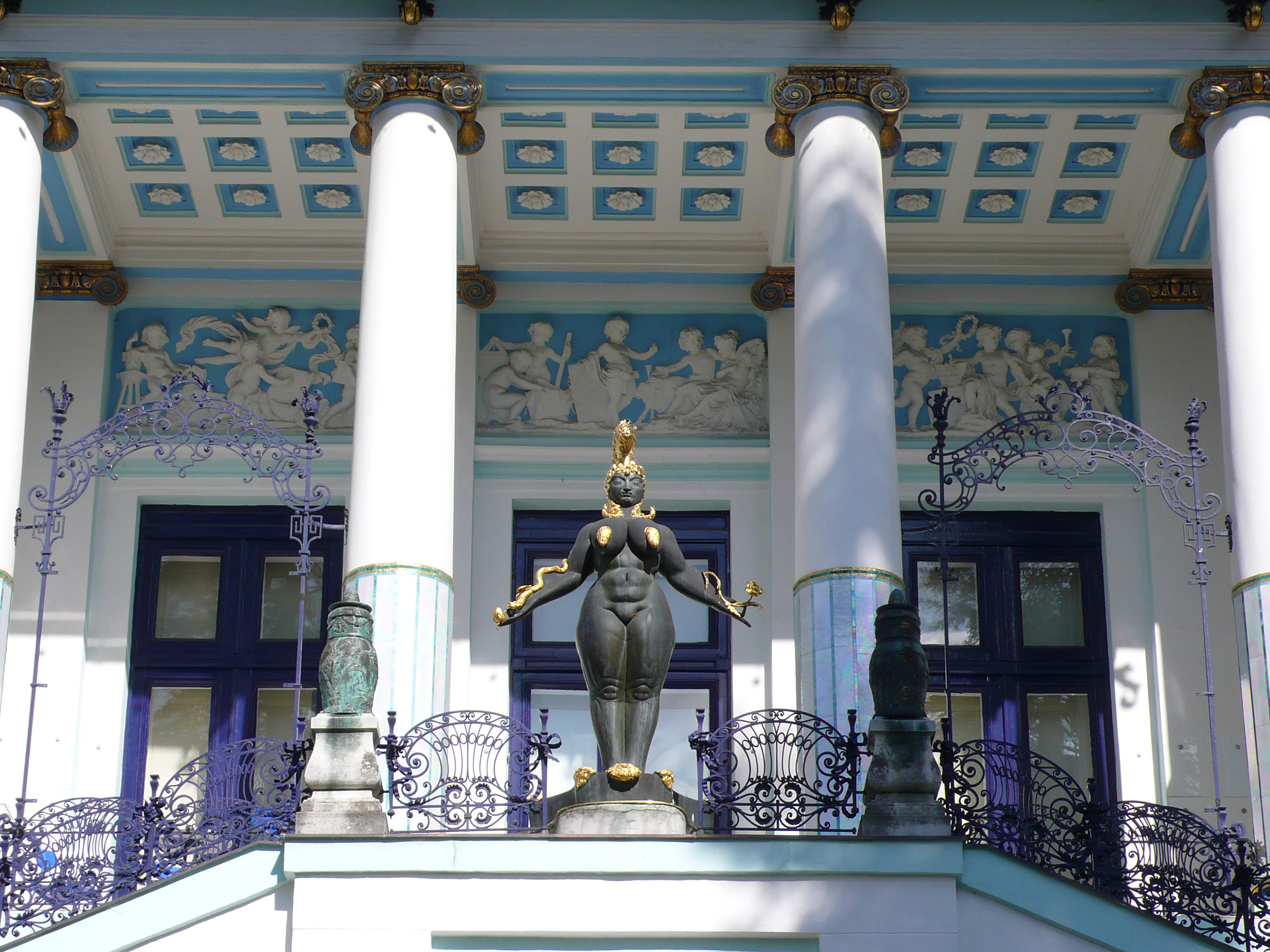
Вхід до музею Ернста Фукса